# Václav Dědek
Václav Dědek (15. června 1910 Mladá Boleslav – ???) byl český a československý politik Komunistické strany Československa a poúnorový poslanec Národního shromáždění ČSSR.

## Biografie
Po volbách roku 1960 byl zvolen za KSČ do Národního shromáždění ČSSR za Severočeský kraj. Mandát nabyl až dodatečně v listopadu 1961 jako náhradník poté, co zemřel poslanec Václav Kopecký. V parlamentu setrval až do konce funkčního období, tedy do voleb roku 1964.
Profesně se k roku 1961 uvádí jako ředitel Severočeského krajského nakladatelství v Liberci. Už v meziválečném období byl aktivním komunistou. Za druhé světové války byl vězněn. Byl nositelem několika vyznamenání, v roce 1959 mu byla udělena Československá cena míru. Po invazi vojsk Varšavské smlouvy do Československa se za počínající normalizace podílel na čistkách v kulturní a novinářské obci na Liberecku. Působil sám jako publicista, je autorem několika knih o regionálních tématech.